# Château de Saltwood
Le château de Saltwood est un château situé dans le village de Saltwood, à 2 km au nord de Hythe, Kent, Angleterre. Construit au XIe siècle, le château est agrandi aux XIIIe et XIVe siècles. Après la conquête normande, le château devient la propriété de l'archevêque de Cantorbéry Lanfranc et reste la propriété des archevêques, avec quelques interruptions, jusqu'en 1540, lorsque Thomas Cranmer est contraint de le céder à Henri VIII. Le château est réputé pour avoir été le lieu de réunion des quatre chevaliers qui assassinent Thomas Becket en 1170. Au XIXe siècle, il est « en grande partie en ruine » et des restaurations visant à rendre certaines parties du château habitables sont effectuées dans les années 1880 et 1930. À la fin du XIXe siècle, le château est acheté par un ancêtre de William Deedes, journaliste et homme politique, qui y grandit. Au XXe siècle, il est vendu à Martin Conway qui charge Philip Tilden d'entreprendre une restauration. En 1953, le château est acheté par l'historien de l'art Kenneth Clark (1903-1983), puis devient la maison de son fils, l'homme politique et chroniqueur Alan Clark (1928-1999). Il reste la maison privée de sa veuve, Jane Clark. Le château est un bâtiment classé Grade I.

## Histoire

### Origines
Le château est probablement érigé sur un site romain, bien que des outils de l'Âge du bronze et des lingots de cuivre découverts à Hayne's Wood, en 1874, montrent que le site était déjà habité depuis longtemps.

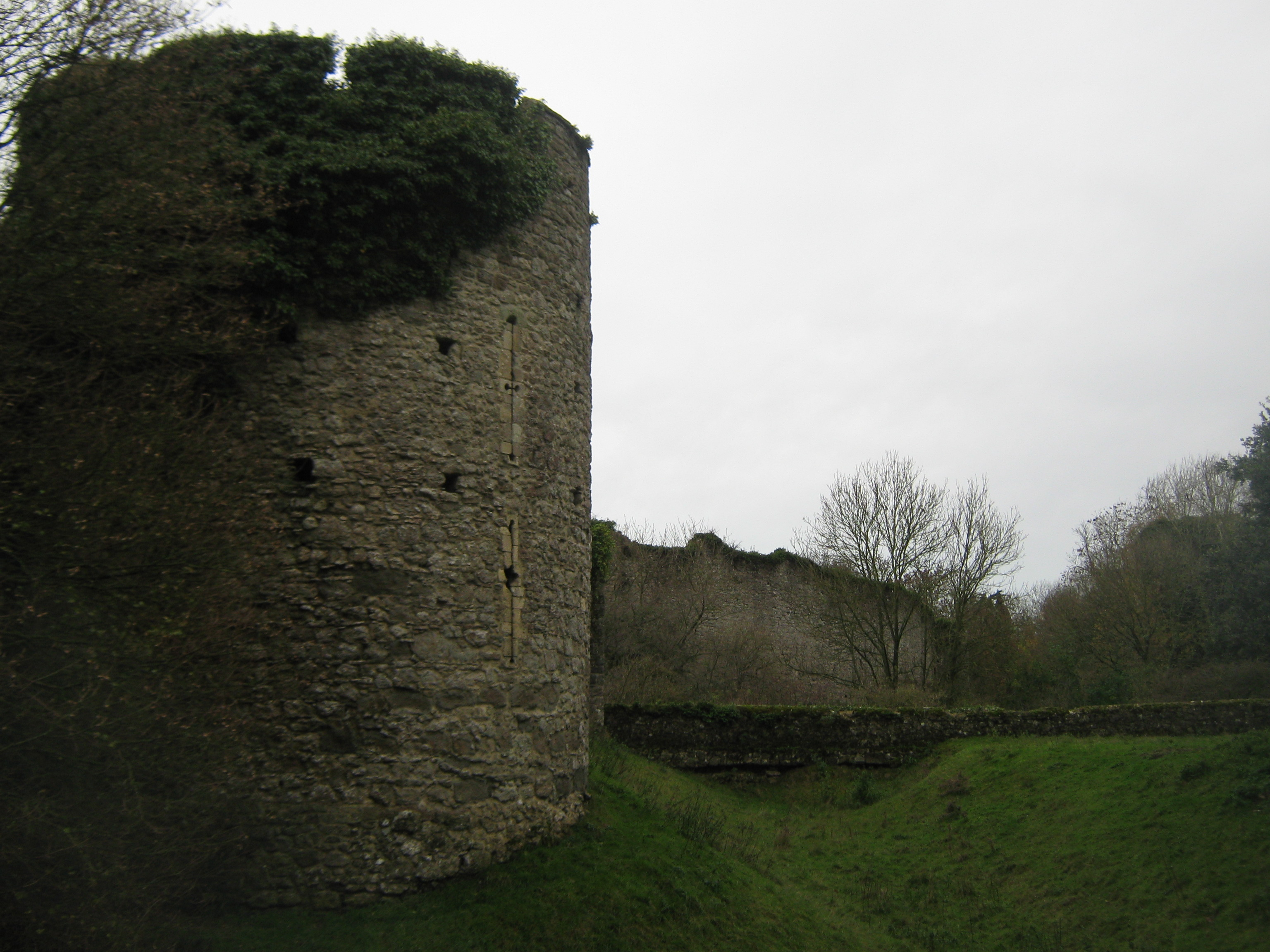
Murs du château de Saltwood

L'histoire du site du château remonte à 488 apr. J.-C., lorsque Œric, fils de Hengist et roi de Kent, aurait construit un château sur le site. Il apparaît cependant pour la première fois sur une charte du roi Egbert en 833. Le manoir de Saltwood est concédé au prieuré de Christ Church à Canterbury par un acte daté de 1026. Sous Guillaume le Conquérant, Saltwood, tenu par l'archevêque de Cantorbéry et loué, au service des chevaliers, à Hugo de Montfort fait partie du chapelet de grands fiefs concédés de Hythe à New Forest, le long de la côte sud de Angleterre. La structure est remplacée par une structure normande du XIIe siècle, dont les travaux s'étendent sur les deux siècles suivants. Elle devient un temps la résidence d'Henri d'Essex, connétable d'Angleterre.

### Becket

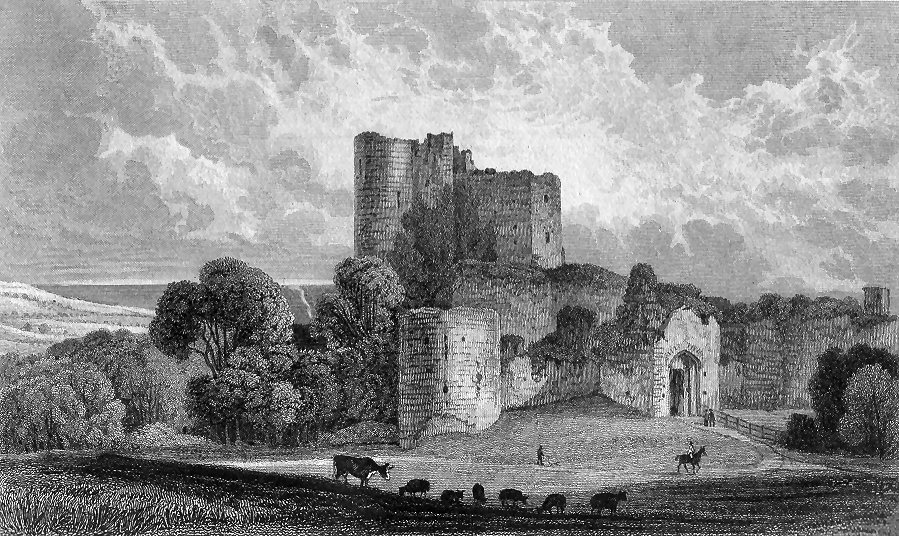
Château de Saltwood v. 1830 avant la restauration de la guérite.

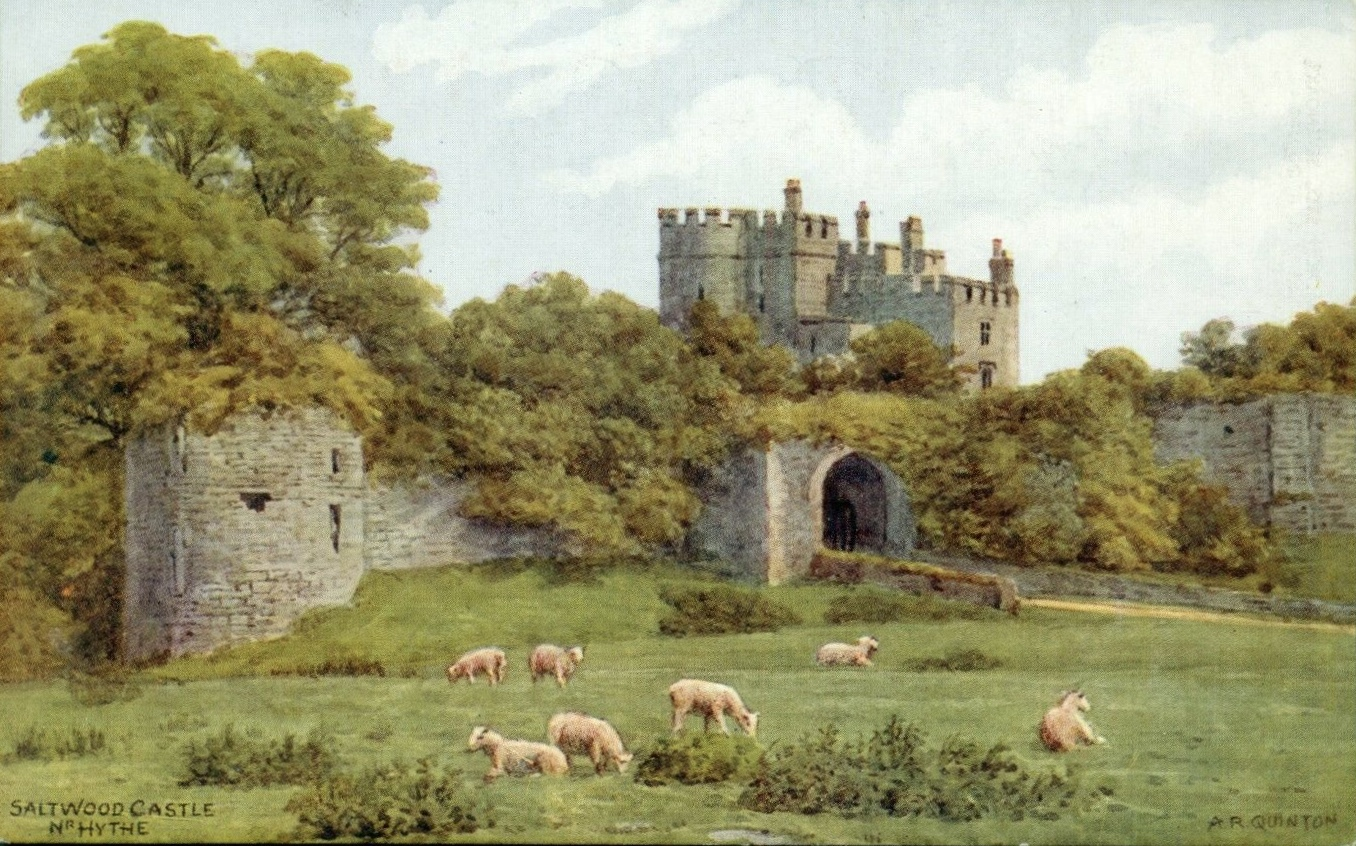
Château de Saltwood Nr. Hythe (carte postale vers 1920) par AR Quinton

Thomas Becket demande à Henri II, au nom de l'Église, la restauration du château en tant que palais ecclésiastique. Henry le donne à l'un de ses fidèles barons nommé Ranulf de Broc. Cela laisse entendre qu'une certaine complicité est possible dans le meurtre de Becket par le baron Ranulf de Broc,. C'est à cette époque à Saltwood, le 28 décembre 1170, que quatre chevaliers auraient comploté la mort de Becket, qui a lieu le lendemain à la Cathédrale de Canterbury, à environ 15 milles (24 km). Hugh de Moreville est l'un des quatre chevaliers qui ont commis l'assassinat, avec Reginald Fitzurse, Guillaume de Tracy et Richard le Breton.

### Histoire médiévale ultérieure
Après l'assassinat de Becket, le château est remis sous le contrôle de l'archevêque de Cantorbéry. À la suite de la révolte de 1173-1174, le château de Saltwood est démoli.
Les ports d'armes de la guérite qui datent de la période 1385-1394 sont attribués à Henri Yevele (fl. 1353-1400), appelé le « père anglais de la science de la fortification de l'artillerie » par BH St John O'Neil. Un coffre sculpté en copeaux du XIVe siècle avec des arcades et des rosaces le long de la façade, avec un dessus lambrissé plus tard, autrefois dans l'église paroissiale, est réputé provenir du château de Saltwood. Le récit du Wycliffite William Thorpe sur son interrogatoire à Saltwood en 1407 est un document familier car il est publié par les réformateurs du XVIe siècle.

### Histoire post-médiévale

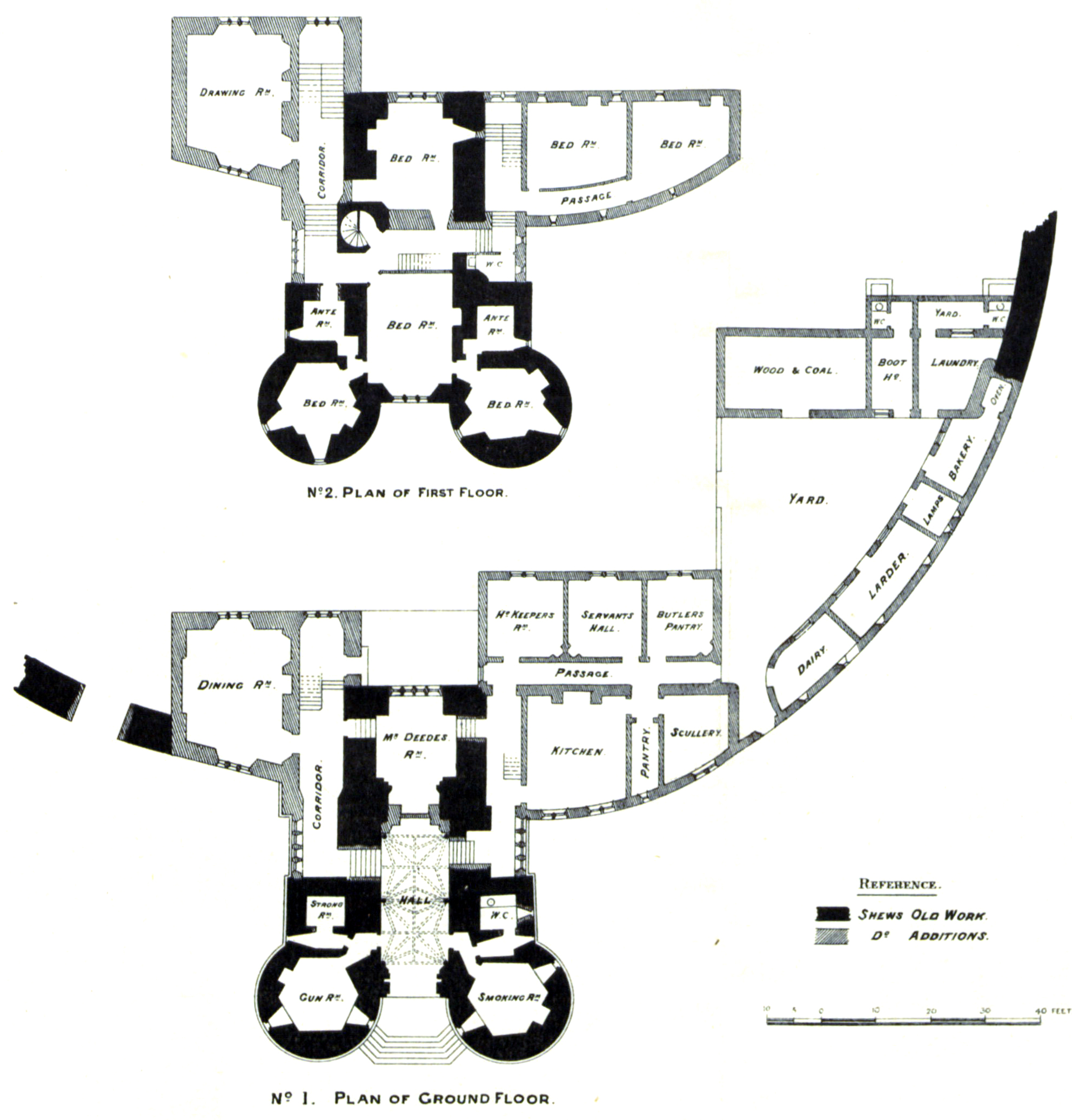
Schéma de 1885 montrant la restauration de la guérite

Saltwood reste une propriété de l'église jusqu'au règne d'Henri VIII, lorsque Hythe et Saltwood sont saisis par la Couronne. Elle devient inhabitable à la suite du tremblement de terre du 6 avril 1580, mais est restaurée au XIXe siècle pour devenir à nouveau la résidence de l'archevêque de Cantorbéry. Depuis lors, la guérite est utilisée comme résidence.
Le château est la maison d'enfance de William Deedes et est acheté en 1955 par Kenneth Clark, et son fils Alan Clark y a ensuite vécu. En 1971-1972, Lord Clark emploie John King pour construire un bungalow, The Garden House, au bord des douves, comme résidence pour lui et sa femme. Après la mort d'Alan Clark, il est enterré dans le parc du château, qui appartient aujourd'hui à la famille Clark.